# Georg Wilhelm Friedrich Hegel
Georg Wilhelm Friedrich Hegel, nemški filozof, * 27. avgust 1770, Stuttgart, vojvodina Württemberg, Nemčija, † 14. november 1831, Berlin.
Hegel je eden najbolj znanih nemških filozofov. Skupaj s Fichtejem in Schellingom je bil utemeljitelj nemškega objektivnega idealizma. Razvil je tehniko dialektičnega mišljenja, bistvo katerega je nadrobno prikazano v Fenomenologiji duha.

## Življenje
Georg Wilhelm Friedrich Hegel se je rodil 27. avgusta 1770 v Stuttgartu in odraščal v pietistični družini. Njegov oče, Georg Ludwig (1733–1799) rojen v Tübingenu, v družini duhovnikov in uradnikov je delal kot zakladnik. Heglova mati, Maria Magdalena Louisa Hegel (dekliški priimek Fromm, 1741-1783) pa se je rodila v premožni družini v Stuttgartu, takrat oboje Vojvodina Württemberg.

### Študijska leta
Hegel je obiskoval gimnazijo v Stuttgartu, ki se je nato preimenovala v Gimnazijo Eberharda Ludwiga. Imel je veliko interesov. Začel se je zanimati za zgodovino, še posebej ga je navduševalo obdobje antike in pa arhaični jeziki. Zgodaj se je zanimal tudi za matematiko. Poznal je tudi Wolffovo filozofijo, ki je prevladovala v takratnem času. V tradicionalnih tekstih tistega časa lahko zaznamo še vpliv poznega razsvetljenstva.
Leta 1788 je v Tübingenu na univerzi Eberharda Karla pričel s študijem evangeličanske teologije. Sprejet je bil tudi v Tübinger Stift, evangeličansko študentsko ustanovo, kjer so bili bodoči teologi poleg izobrazbe deležni tudi stroge vzgoje. Hegel je po dveh letih, leta 1790 magistriral na oddelku za filozofijo. Čez tri leta pa so mu podelili teološki licenciat.
Hegel je veliko pridobil iz takratnih intelektualnih pogovorov s prijateljema Hölderlinom in Schellingom, ki sta bila njegova sostanovalca. Hölderlin ga je navdušil nad Schillerjem in Starimi Grki. Hegel je pričel psevdo-kantovsko teologijo njegovih učiteljev in predhodnikov vse bolj in bolj zavračati. Tudi Schelling je bil podobnega mnenja. Vsi pa so protestirali proti političnim in cerkvenim razmeram v Nemčiji, ki je bila kljub kulturni enotnosti zaradi zgodovinskih razlogov razdeljena na številne države/državice. Osnovali so nova načela razuma in svobode.
Poleti, 1792 se je Hegel udeležil revolucionarnega, domoljubnega shoda študentov, ki so v Tübingen prinesli ideje iz Francije. Člani tega študentskega združenja so z velikim zanimanjem brali francoske revolucionarne časopise. Hegla in Hölderlina so označili za jakobinca. Hegel naj bi bil namreč navdušen zagovornik svobode in enakosti.

### Bern (1793–96) in Frankfurt (1797–1801)
Po končanem izobraževanju na univerzi so Heglu ponudili mesto domačega učitelja v Bernu, kjer naj bi zasebno poučeval otroke oficirja Karla Friedricha von Steigerja. Hegel je razmeroma liberalne ideje Steigerjev z veseljem sprejel. Ti so ga kmalu vpeljali v takratno socialno in politično klimo v Bernu.
Hegel je poletje preživel na posestvu Steigerjevih v Tschuggu pri Erlachu, kjer je imel možnost uporabljati tudi njihovo privatno knjižnico. Tam je preštudiral dela Montesquieuja (De l'esprit des Lois), Grotiusa, Hobbesa, Huma, Leibniza, Locka, Machiavellija, Rousseauja, Shaftesburyja, Spinoze, Tukidida in Voltaira. S tem je pridobil široko znanje filozofije, družboslovja, politike, prava, narodnega gospodarstva in politične ekonomije.
V Bernu se je zanimal za revolucionarne politične dogodke v Franciji. Kmalu je začel simpatizirati z žirondisti, saj se je začel zavedati prekomerne brutalnosti jakobinskega Terorja. Sicer pa se ni nikoli odpovedal optimističnemu dojemanju francoske revolucije, ki je po njegovem prinesla pozitivne rezultate.
V teologiji je Hegel iz zgodb Nove zaveze pod vplivom Lessinga in Kanta analiziral resničen pomen Kristusa in prišel do nečesa novega v krščanstvu. To je kasneje vplivalo tudi na njegov filozofski razvoj. Iz tega obdobja izhaja delo z naslovom Heglovi mladostni teološki spisi (Hegels theologische Jugendschriften, 1907), ki ga je izdal Diltheyjev učenec. Z objavo tega dela so sprožili nov val interesov za Hegla.
V Frankfurtu  mu je novo mesto domačega učitelja priskrbel Hölderlin. Delal je pri družini frankfurtskega trgovca z vinom. Hegel je v Frankfurtu nadaljeval s študijem narodnega gospodarstva in politike. Ukvarjal se je z delom Propad rimskega imperija angleškega zgodovinarja Edwarda Gibbona in s spisi Huma ter Montesquieuja. Hegel se je zanimal tudi za gospodarska in vsakodnevna politična vprašanja.

### Jena: začetek akademske kariere (1801–1807)
Po smrti očeta, leta 1799, je Hegel podedoval skromno dediščino, ki mu je omogočila, da je lahko znova vstopil v akademske kroge. Leta 1801 je prišel v Jeno, ki je bila takrat pod vplivom Schellingove filozofije. V spisu Razlika med filozofskima sistemoma Fichteja in Schellinga (Unterschied der Philosophischen Systeme Fichtes und Schellings, 1801) je podprl Schellinga in zavrnil Fichteja.
S Schellingom sta v letih 1802–1803 izdajala Kritični časopis filozofije (Kristische Journal der Philosophie). Ta časopis je vseboval različne filozofske članke. V enem z naslovom Misliti in vedeti (Glauben und Wissen, julij,1802) je Hegel kritiziral Kanta, Jacobija in Fichteja. Iz tega časopisa je znan še en njegov članek Znanstveno obravnavanje naravnega prava (Über die wissenschaftliche Behandlungsarten des Naturrechtes, november, 1802). Na Heglovo doktorsko nalogo z naslovom Planetne orbite ( De orbitis planetarum, 1801) je vplival Schelling s svojo filozofijo narave. V nalogi se je ukvarjal predvsem z nebesno mehaniko Keplerja in Newtona. V zadnjem odstavku kritično kritizira Titius-Bodejev zakon. Zakon pravi, da so sorazmerne razdalje planetov od Sonca v razmerjih 4, 7, 10, 16, 28, 52, 100 in 196. Hegel namesto tega konstruira drugačno številsko zaporedje, s katerim lažje pokaže na luknjo v razdalji med Marsom in Jupitrom.
Potem ko je Schelling leta 1803 zapustil Jeno, je Hegel malo bolj dodelal svoje poglede. Naredil je povzetke iz knjig, hodil na predavanja filozofije in se ukvarjal z mineralogijo in z drugimi naravoslovnimi vedami. Leta 1804 je Hegel začel predavati o svojih lastnih teoretičnih predstavah pred tridesetimi študenti. S tem ko je poučeval druge, se je izboljšal tudi njegov lasten sistem. Vsako leto je obljubil študentom lastno knjigo o filozofiji, katere datum pa je vedno preložil.
1805 so mu podelili naslov izrednega profesorja. ( a.o.- ausserordentlich)
Leta 1806 je napisal najpomembnejše delo Fenomenologija duha (Die Phänomenologie des Geistes, 1806, sl.1992 ).
V fenomenologiji duha Hegel prikaže razvoj duha do najvišjih stopenj zavesti in nujnost napredovanja do Absoluta, ki si moramo predstavljati kot nek subjekt, ki se skozi proces dialektike udejanja v procesu in s tem odkriva in spoznava samega sebe. Ves svetovni proces je nenehno razvijanje duha, dialektični razvoj. Ta razvoj se kaže tako v naravi kot v človeški družbi. Naloga filozofije je obravnavati razvoj duha, ki poteka v treh stopnjah: v zavesti, samozavedanju in umu. Zvesti se stvari prikazujejo »na sebi«, če pa zavest ustvari neko razmerje med seboj in stvarmi, pa pride do spoznanja, da so te stvari zanjo. Tako zavest prepoznava samozavedanje, »za sebe«. A do tega pride le, če jo pripozna neko drugo samozavedanje. To pripoznanje pa vodi v združitev objekta in subjekta v umu kot védenje.
To kar je postalo védenje v zgodovini je resnično, zato je nujno razumeti sedanjost (ki je védenje) kot posledico delovanja duha. Tako um postane dejanskost in hkrati je um to kar je (bit). Zgodovina zavedanja je potemtakem tudi svetovna zgodovina, saj tisto kar je, je rezultat tistega, kar je bilo.
Ker pa so Jeno 1806 okupirale francoske enote pod poveljstvom Napoleona, je bil Hegel prisiljen mesto zapustiti. Preden je odšel iz Jene, ga je navdušilo dejstvo, da je uspel videti Napoleona na konju. Napoleon je bil zanj velika oseba, saj je po njegovem mnenju Napoleon uspel uresničiti takšno samozavedanje in individuum.
Nato je odšel v Bamberg, kjer je postal urednik bamberškega časopisa.

### Nürnberg (1808–1816) in Heidelberg (1816–1818)
Postal je glavni urednik bramberškega časopisa. Tam se je sicer kmalu znašel v konfliktu z bavarskim zakonom o tisku. Hegel je tako leta 1808 zapustil mesto in se odpravil proti Nürnbergu.
Leta 1808 je postal profesor akademske propedevtike (uvod v študij kake znanosti) in rektor gimnazije v Nürnbergu. Tam je poučeval filozofijo, germanistiko in grški jezik. Zapiske njegovih učencev je izdal Karl Rosenkranz pod naslovom Filozofska propedevtika (Philosophische Propädeutik). Nekajmesečne zamude plačila so filozofa pripeljale do finančnih težav.
Leta 1811 se je poročil z dvajsetletno Marie von Tucher. Rodila se jima je ena hči, ki pa je kmalu po rojstvu umrla. Sledil je sin, kasneje znan profesor zgodovine. Drugi sin Hegla, Immanuel pa je postal konzistorialen predsednik brandenburške province.
Kmalu po poroki je začel Hegel pisati delo Znanost logike (Wissenschaft der Logik, 1812-1816). Kmalu zatem je pridobil naziv šolskega svetnika, s tem pa se je izboljšala tudi njegova finančna situacija.
Leta 1816 je postal profesor filozofije na univerzi Heidelberg. V obliki vodiča po predavanjih je prvič izšlo maja, 1817 delo Enciklopedija filozofskih znanosti (Enzyklopädie der philosophischen Wissenschaften, 1817;1999). Leta 1817 mu je prvi pruski minister kulture, Altenstein ponudil mesto na univerzi v Berlinu.

### Berlin (1818–1831)
V Berlinu je bil Hegel naslednik Fichteja. Njegova predavanja so kmalu postala priljubljena, bistveno se je povečalo število ljudi na njegovih urah.
Leta 1821 je izšlo njegovo zadnje končano delo Osnovne črte filozofije prava (Grundlinien der Philosophie des Rechts (1812; sl. 1998)). Poleg tega je postal tudi rektor na univerzi.
Umrl je leta 1831. V javnosti sta se pojavila dva vzroka za njegovo smrt. Večina je bila mnenja, da je umrl za posledicami takratne epidemije kolere. Mlajše raziskave pa pravijo, da je umrl zaradi kroničnih bolečin v želodcu. Pokopan je v Berlinu. Hegel je postal priljubljen posebej v času delovanja v Berlinu. Univerza v Berlinu je bila znanstveno središče tistega časa. Tudi potem ko je Hegel umrl, so njegovo delo nadaljevali heglijanci, znotraj katerih so se hitro začele kazati delitev glede razlage Heglove misli. Medtem ko je njegovo delo močno vplivalo na družboslovne discipline, je v naravoslovnih vedah naletelo na odpor ali na ignoranco predvsem zaradi uporabe dialektične metode, ki z vidika znanosti ni eksperimentalna metoda. Zaradi celostne obravnave naravnih in duhovnih fenomenov pa je Heglova naravna filozofija tudi v sodobnem času vse bolj priljubljena.
Po njegovi smrti so študenti združili svoje zapiske in njegovo zapuščino ter celoto snovi izdali v knjižni obliki. V evropskih deželah so postali pozorni na Hegla šele po njegovi smrti.

## Splošno
Heglova filozofija od nas zahteva, da pojavne oblike resničnosti preiskujemo sistematično, ob tem pa nas poziva, naj pri tem ne pozabimo na zgodovinski razvoj. Zgodovini Hegel namreč pripisuje osrednje mesto v svoji filozofiji. Hegel ne obravnava celotnega zgodovinskega poteka človeštva, ampak se osredotoča zgolj na velike krize in prelomnice, ki so odločilno vplivale na človekov razvoj (antična družba in njen propad; nastanek meščanske družbe, ki velja za višjo stopnjo razvoja človeštva, njena ideološka kriza v dobi razsvetljenstva  ter svetovna kriza francoske revolucije; Heglova utopija o Nemčiji pod Napoleonovo oblastjo). Po tem, ko je zavest prehodila različne dogodke v zgodovini, poskuša ugotoviti gibalne zakone zgodovine, pa vendar tu ne gre za dejansko zgodovino.
Njegova filozofija je ena najuspešnejših v novejši zgodovini filozofije. Hegel je deloval na različnih področjih. Ukvarjal se je z logiko, naravno filozofijo in filozofijo duha, kamor sodi tudi filozofija zgodovine.
Po smrti Hegla je prišlo do delitve njegovih privržencev na desno in levo skupino. Desna skupina »starohegeljancev« (Eduard Gans, Karl Rosenkranz) je sledila njegovi filozofiji, leva skupina »mladohegeljancev« (Junghegelianer - Ludwig Feuerbach, Karl Marx, Friedrich Engels) pa je pri filozofiji Hegla kritizirala državotvornost, ki jo je smatrala za reakcionarno. Predelava Heglove filozofije, ki ohranja njegovo zgodovinsko-dialektično zgradbo je najbolj vidna v teoriji Karla Marxa in njegovih naslednikov marksistov.
Heglova dela so  imela vpliv tudi na druge smeri na področju znanstvene teorije, npr. na sociologijo, zgodovino, teologijo, politiko, pravo in na posebno na teorijo umetnosti, katere začetki so neločljivo povezani s Heglom.
Vplival je tudi na kulturo in takratno duhovno življenje. Heglova dela so z vidika kritike vplivala tudi na Sørena Kierkegaarda (danskega filozofa in teologa, ki je  znan kot prvi eksistencialistični filozof) in na njegov eksistencializem, ki se je popolnoma odvrnil od heglijanskega antipersonalizma in v ospredje postavil človeka kot posameznika. Kasneje je bil njegov vpliv viden tudi pri Jeanu-Paulu Sartru (francoskem eksistencialističnem filozofu).
V Stuttgartu še vedno skrbijo za ohranjanje njegovega spomina. V njegovi domači hiši je postavljena stalna razstava, ki priča o njegovem življenju. Njemu na čast podeljuje mesto vsake tri leta tudi mednarodno Heglovo nagrado. Obstaja  pa tudi najstarejše mednarodno Heglovo združenje, ki se ukvarja z njegovo filozofijo.

### Hegel in dialektika
Hegel je uporabljal metodo, po kateri vsi pogledi in nazori pripomorejo k boljši upodobitvi predmeta. To je pripeljalo do tega, da so se na njegova dela sklicevali tudi njegovi nasprotniki in je tako še danes.
Temelj njegove filozofije je protislovje, ki je prevladujoče načelo v Heglovi filozofski refleksiji in s tem tudi v spoznanju. Njen postopek pa je dialektika. Hegel je trdil, da vsakič ko postavimo neko tezo, tej tezi posledično sledi tudi neka antiteza (če rečemo A, s tem določimo tudi njegovo nasprotje, ki je Ne-A), njuna združitev pa sledi v sintezi, ki odpravlja protislovje med prvima tezama. 
Nasprotja so izhodišče nekega procesa, kateremu sledi tisto, kar je samo absolutno (ideja, duh, um, védenje). Antiteza pa je vsekakor pomembna saj s svojim obstojem določi mejo teze. Seveda pa se po sintezi protislovje nadaljuje in stopnjuje, saj se le tako lahko približamo 
Absolutnemu, kakor označuje idejo zgodovinskega razvoja, ki je v nenehnem progresivnem gibanju združevanja nasprotij. Vsaka posamezna določenost vzpostavlja odnos z absolutnim, vtem ko iz sebe prehaja v svoje nasprotje, se pa ne ustavi, temveč nenehno žene vsebino misli naprej. S tem se je mišljenje oddaljevalo od svoje abstrakcije, od nečesa kar je samo po sebi in se je začelo gibati.

## Heglove inovacije
Težko razumljivi spisi Böhma so imeli močan vpliv na Hegla. Böhme v svojih delih trdi, da je bil padec človeka nujna stopnja v razvoju vesolja.
Ta evolucija je bila  rezultat želje Boga po popolnem samozavedanju. Hegel se je navduševal nad deli Kanta, Rousseauja in Johanna Wolfganga von Goetheja ter nad francosko revolucijo. Moderna filozofija, kultura, in družba so Hegla navdajali s protislovji. Hegelov glavni projekt je bil taka protislovja in trenja interpretirati kot del obširnega, razvijajočega se racionalnega sloga, kar je v drugačnem kontekstu imenoval absolutna ideja. Po Heglu je bila glavna značilnost tovrstnega sloga, da se je nadgrajeval in razvijal skozi protislovje in negacijo, čemur z drugo besedo rečemo dialektika.
V središču Hegelovega pojmovanja znanja in duha je bila ideja o identiteti v razlikovanju. To pomeni, da se duh izraža skozi različne oblike in predmete, ki so zunaj njega in mu nasprotujejo. S tem pa, ko prepoznamo duha samega v njih, je ta duh prisoten v teh zunanjih manifestacijah, tako da je hkrati duh in ne-duh. Mišljenje s katerim se je Hegel bistveno ločil od ostalih filozofov.
Po Heglu je bil Heraklit tisti, ki je prvi razglasil naravo neskončnega in prvi predpostavil naravo samo neskončno, njeno bistvo pa je proces. Hegel je v svojih delih uporabil kar nekaj Heraklitovih citatov, eden kateremu pripše pa še posebno vrednost pa je: "Biti ni nič več kot ne-biti."

## Religija
Heglova teološka razmišljanja se pojavijo v več predavanjih in spisih. Heglov pogled na osebnost Jezusa Kristusa se razlikuje od razsvetljenskega. V njegovem posthumno izdanem delu Absolutna religija, se Hegel posebej zanima za upodobitev eksistence Boga in ontološki dokaz. V delu izjavi, da Bog ni abstrakcija ampak konkreten Bog. Bog kot večna ideja mora ustvariti sina, mora ločiti sebe od samega sebe, ker je proces diferenciacije, in sicer v ljubezen in Duha. Hegel vidi v Bogu (očetu) in Jezusu enotnost tako v relacijskem, kot tudi v metafizičnem pogledu. Za Hegla je Jezus hkrati Bog in človek. Hegel naprej v delu piše, da Bog (kot Jezus) ni samo umrl, ampak raje reverzibilno zavzame mesto: Bog se ohranja v procesu in drugi je je smrt smrti. Bog vstane od mrtvih in tako so stvari obrnjene. 

## Vpliv
Na Hegla so vplivali številni filozofi, tako starejši, predvsem antični, kot tudi njegovi sodobniki. Največji vpliv na njegovo delo so imeli Heraklit, Platon, Aristotel, Spinoza, Kant, Fichte, Hölderlin in pa Schelling.
Vpliv Heglove filozofije, pa je opazen pri naslednjih filozofih: Feuerbach, Bauer, Engels, Marx, Rosenzweig, Bradley, McTaggart, Lenin, Croce, Gentile, Lukács, Adorno, Sartre, Kojève, Marcuse, Deleuze, Lacan, Derrida, Žižek.

## Zanimivost
V Stuttgartu še vedno skrbijo za ohranjanje njegovega spomina. V njegovi domači hiši je postavljena stalna razstava, ki priča o njegovem življenju. Njemu na čast podeljuje mesto vsake tri leta tudi mednarodno Heglovo nagrado. Obstaja pa tudi najstarejše mednarodno Heglovo združenje, ki se ukvarja z njegovo filozofijo.

## Dela
Heglovo raziskovanje delimo na 14 področij, glede na kronološke in semantične dejavnike.
- Zgodnji spisi (Frühe Schriften, 1971)
- Kritični spisi, ki so nastali v Jeni (Jenaer kritische Schriften, 1968)
- Osnutki sistema, nastali v Jeni (Jenaer Systementwürfe, 1975)
- Fenomenologija duha (Phänomenologie des Geistes, 1807)
- Znanost logike (Wissenshaft der Logik, 1832)
- Oris filozofije pravice (Grundlinie der Philosophie des Rechts, 1820))
- Filozofija svetovne zgodovine: predavanja. Uvod, um v zgodovini (Philosophie der Geschichte, 1979)
- Predavanja o estetiki (Vorlesungen über die Ästhetik, 1835))
- Absolutna religija (Vorlesungen über die Philosophie der Religion, 1905))
- Enciklopedija filozofskih znanosti (Enzyklopädie der philosophischen Wissenschaften, 1817)

### Dela, prevedena v slovenščino
- Absolutna religija; prevedel Ivo Štandeker, Ljubljana : Partizanska knjiga (1988) http://www.cobiss.si/scripts/cobiss?command=DISPLAY&base=cobib&rid=22747649 Arhivirano 2015-05-26 na Wayback Machine. .
- Fenomenologija duha; prevedel Božidar Debenjak, Begunje: Cicero (1998) http://www.cobiss.si/scripts/cobiss?command=DISPLAY&base=cobib&rid=75982336 .
- Oris filozofije pravice; prevedel Zdravko Kobe, Ljubljana: Pleško (2013) http://www.cobiss.si/scripts/cobiss?command=DISPLAY&base=cobib&rid=271154176 .
- Predavanja o estetiki: Dramska poezija; prevedel Robert Vouk, Begunje: Cicero (2001) http://www.cobiss.si/scripts/cobiss?command=DISPLAY&base=cobib&rid=115234560 .
- Predavanja o estetiki: Uvod; prevedel Robert Vouk, Begunje: Cicero (2003) http://www.cobiss.si/scripts/cobiss?command=DISPLAY&base=cobib&rid=121900288 .
- Predavanja o estetiki: Sistem posameznih umetnosti; prevedel Robert Vouk, Ljubljana: Ulčakar & JK (2009) http://www.cobiss.si/scripts/cobiss?command=DISPLAY&base=cobib&rid=244582912 .
- Uvod, um v zgodovini; prevedel Božidar Debenjak, Begunje: Cicero (1999) http://www.cobiss.si/scripts/cobiss?command=DISPLAY&base=cobib&rid=98761472 .
- Znanost logike; prevedel Zdravko Kobe, Begunje: Cicero, 1. del (1991) http://www.cobiss.si/scripts/cobiss?command=DISPLAY&base=cobib&rid=2588419 , 2. del (1994) http://www.cobiss.si/scripts/cobiss?command=DISPLAY&base=cobib&rid=39611136 .